# Agrilus pensus
Agrilus pensus är en skalbaggsart som beskrevs av Horn 1891. Agrilus pensus ingår i släktet Agrilus och familjen praktbaggar. Inga underarter finns listade i Catalogue of Life.